# Masantol
Masantol (Bayan ng Masantol) är en kommun i Filippinerna. Kommunen ligger på ön Luzon, och tillhör provinsen Pampanga. Folkmängden uppgår till 48 120 invånare.

## Barangayer
Masantol är indelat i 26 barangayer.
| - Alauli - Bagang - Balibago - Bebe Anac - Bebe Matua - Bulacus - San Agustin (Caingin) - Santa Monica (Caingin) - Cambasi - Malauli - Nigui - Palimpe - Puti | - Sagrada (Tibagin) - San Isidro Anac - San Isidro Matua (Pob.) - San Nicolas (Pob.) - San Pedro - Santa Cruz - Santa Lucia Matua - Santa Lucia Paguiaba - Santa Lucia Wakas - Santa Lucia Anac (Pob.) - Sapang Kawayan - Sua - Santo Niño |